# Dawna kamienica Pod Białym Lwem we Wrocławiu
Kamienica Pod Białym Lwem (niem. Wohn- und Geschäftshaus) – dawna zabytkowa kamienica przy Placu Solnym 6/7 we Wrocławiu, obecnie cztery zabytkowe kamienice o numerach 6-7 a-d.

## Historia i architektura kamienicy

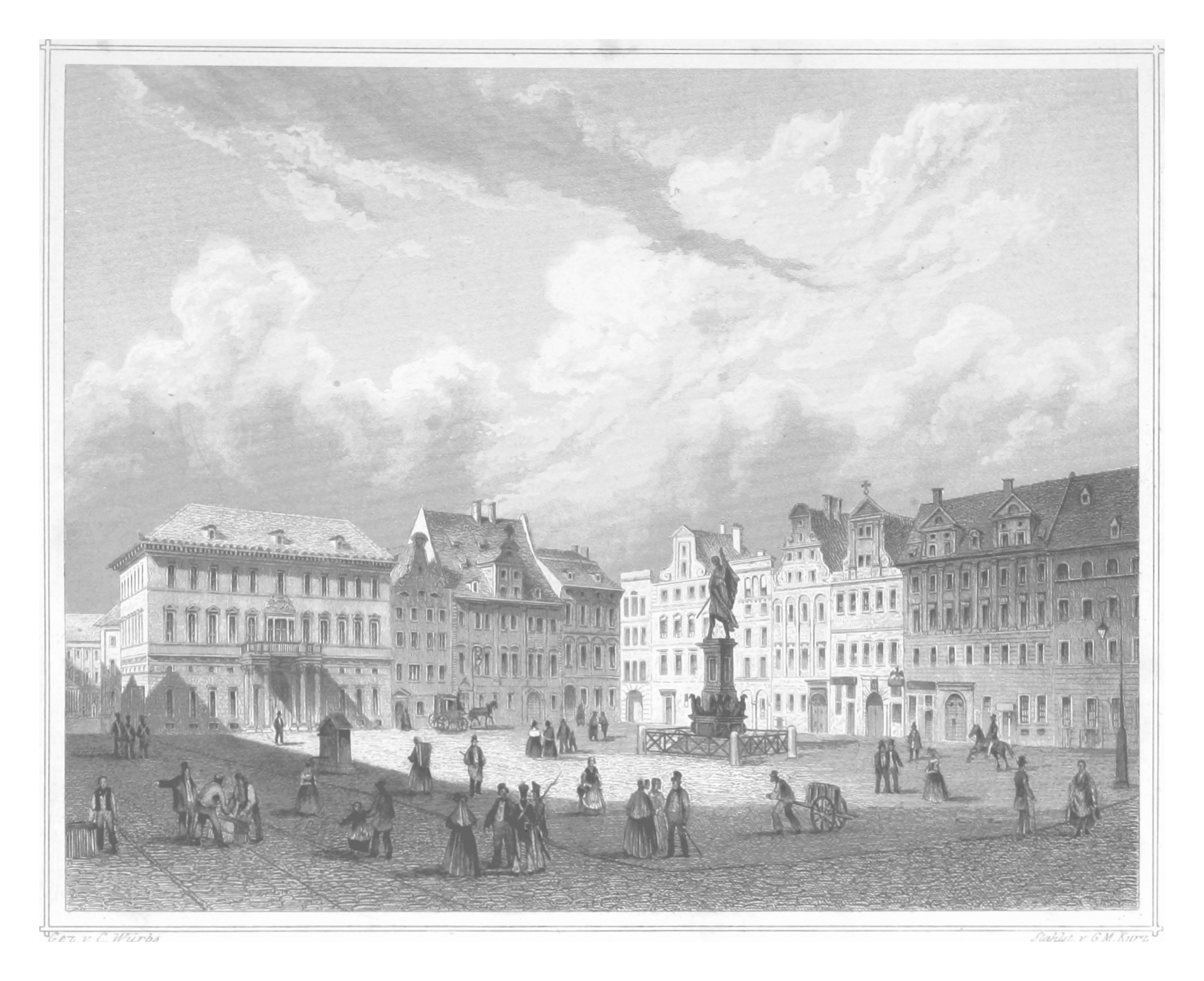
Widok na plac Solny po roku 1827. Z prawej strony widoczne dwie kamienice 6 i 7

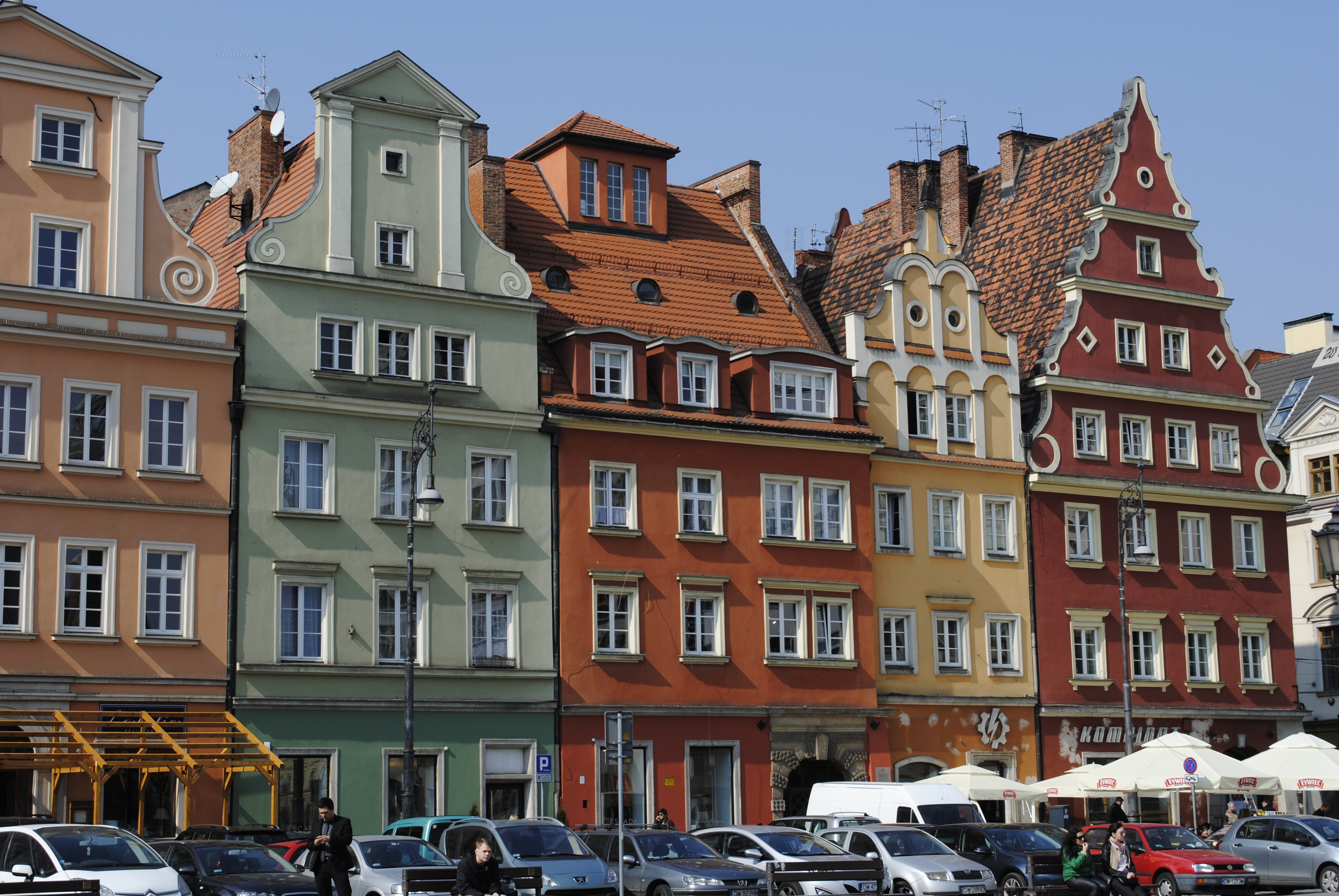
Cztery kamienice o numerze 6/7

Nazwa kamienicy pochodzi od znajdującej się w niej, w drugiej połowie XV wieku karczmy Pod Białym Lwem. W okresie średniowiecznym obecne kamienice oznaczone nr 6/7 znajdowały się na jednej działce lokacyjnej należącej do ul. Ruskiej.
Przed 1870 roku na działce nr 6 i 7 znajdowały się dwie kamienice kalenicowe. Kamienica nr 7 była ośmioosiowym budynkiem, czterokondygnacyjnym z dwiema dwuosiowymi i dwukondygnacyjnymi facjatami zakończonymi trójkątnym tympanonem. Dwie pierwsze wysokie kondygnacje były boniowane. Okna na trzeciej i czwartej kondygnacji były rozdzielone pilastrami. Kamienica nr 6 była pięcioosiowa, czterokondygnacyjna przykryta dwukondygnacyjnym dachem mansardowym. Część parterowa była boniowana. W 1870 roku obie kamienice zostały rozebrane, a w ich miejsce wzniesiono 5-kondygnacyjny dom mieszkalno-handlowy z 13-osiową fasadą akcentowaną dwuosiowymi ryzalitami po bokach. W części parterowej i na I piętrze znajdowały się witryny sklepowe w formie łukowych arkad w stylu pseudorenesansowym. W osi centralnej, nad I piętrem znajdował się wieloboczny, dwukondygnacyjny wykusz zakończony balkonem.

## Po 1945 roku
Podczas działań wojennych budynek uległ zniszczeniu. Został odbudowany wraz z pozostałymi kamienicami z zachodniej pierzei w latach 1955–1958. Autorem projektu był Emil Kaliski, a następnie Karol Ferdynand Skomorowski. Podstawą odbudowy kamienicy nr 8/9, jak i kamienic nr 7 i 6 były ikonograficzne materiały pochodzące z połowy XVIII wieku oraz inne materiały historyczne, które nadały renesansowy charakter dwóch skrajnych kamienic w pierzei zachodniej. W fasadzie kamienicy pod numerem 6 wstawiono zabytkowy portal renesansowy, według Bogusława Czechowicza manierystyczny, przeniesiony z ul. Karola Szajnochy lub z kamienicy nr 15 stojącej przy ulicy Złote Koło 15. Pierwotnie portal typu fortecznego miał być elementem fortyfikacji miejskich a jego projektantem mógł być Hans Schneider von Lindau. Podobnie uczyniono w kamienicy nr 7, gdzie umieszczono późnogotycki portal ze zniszczonego budynku stojącego przy ul. Kazimierza Wielkiego 39.
Odtworzenie większej liczby kamienic, niż w rzeczywistości znajdowało się przed 1945 rokiem, skomplikowało numerację budynków.